# 墙虎属
墙虎属（学名：Geckonia）是壁虎科的一属。

## 下属物种
本属包括以下物种：
- 墙虎 Geckonia chazaliae